# گریت میدوز-وینا (نیوجرسی)
گریت میدوز-وینا (به انگلیسی: Great Meadows-Vienna) یک منطقهٔ مسکونی در ایالات متحده آمریکا است که در شهرستان وارن، نیوجرسی واقع شده‌است. گریت میدوز-وینا ۱۰٫۹ کیلومتر مربع مساحت و ۱٬۲۶۴ نفر جمعیت دارد.